# Оркен (Западно-Казахстанская область)
Оркен (каз. Өркен, до 2010 г. — Степное) — село в Зеленовском районе Западно-Казахстанской области Казахстана. Входит в состав Кушумского сельского округа. Код КАТО — 274441700.

## Население
В 1999 году население села составляло 336 человек (174 мужчины и 162 женщины). По данным переписи 2009 года, в селе проживало 338 человек (185 мужчин и 153 женщины).